# Liste der Biografien/Fm
Liste der Biografien |
Portal Biografien |
Personensuche
# |
A |
B |
C |
D |
E |
F |
G |
H |
I |
J |
K |
L |
M |
N |
O |
P |
Q |
R |
S |
T |
U |
V |
W |
X |
Y |
Z |
?
 
Fa |
Fe |
Ff |
Fh |
Fi |
Fj |
Fk |
Fl |
Fm |
Fn |
Fo |
Fr |
Ft |
Fu |
Fy
Die Liste der Biografien führt alle Personen auf, die in der deutschsprachigen Wikipedia einen Artikel haben. Dieses ist eine Teilliste mit 3 Einträgen von Personen, deren Namen mit den Buchstaben „Fm“ beginnt.

## Fm
- FM Einheit (* 1958), deutscher Musiker
- FM-2030 (1930–2000), iranisch-amerikanischer Schriftsteller, Philosoph und TranshumanistFM-2030 (1930–2000)

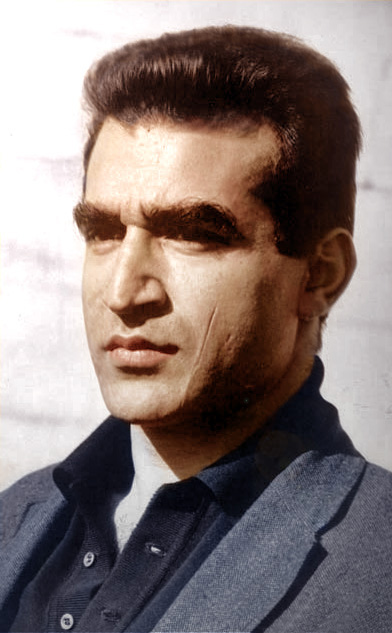
FM-2030 (1930–2000)

### Fmu
- F’murr (1946–2018), französischer Comiczeichner und -autor